# Wellington Agramonte
Wellington Agramonte (né le 12 février 1987) est un footballeur dominicain qui joue au poste de Gardien de but à San Cristóbal FC, club dominicain qui joue dans le Championnat de République dominicaine de football.

## Carrière en club
Formé au San Cristóbal FC, il débute avec son club formateur en 2007 et reste longtemps avec ce club, avant de partir au Deportivo Pantoja Santo Domingo en 2012. Il n'y reste pas longtemps et part en 2013 à Haïti au Aigle Noir Athlétique Club, avec lequel il jouera seulement 6 matchs. Déçu par son temps de jeu, il quitte le club en 2014, pour rejoindre son club formateur, le San Cristóbal FC qui joue toujours en première division du Championnat de République dominicaine de football.

## Carrière internationale
Il détient 11 sélections au sein de l'Équipe de République dominicaine de football.
Agramonte a joué pour la première fois avec l'équipe nationale en 2011 contre les Îles Cayman. Agramonte est depuis, sélectionné régulièrement avec la sélection nationale. Il est notamment appelé pour les qualifications de la Coupe du monde de football 2014 de 2012 à 2013, mais voit son équipe logiquement éliminée au tour préliminaire.

## Anecdote
Malgré le fait que Agramonte soit né en 1987, la FIFA dit sur son site officiel qu'il est né en 1989.